# 第83回全国高等学校ラグビーフットボール大会
第83回全国高等学校ラグビーフットボール大会は、2003年（平成15年）12月27日から2004年（平成16年）1月7日まで近鉄花園ラグビー場にて行われた全国高等学校ラグビーフットボール大会である。優勝は大阪府の啓光学園高校（5回目）。

## 概要

### 日程
- 12月27日、12月28日 1回戦
- 12月30日 2回戦
- 1月1日 3回戦
- 1月3日 準々決勝
- 1月5日 準決勝
- 1月7日 決勝

## 出場校
※マークはシード校
北海道
- 北北海道代表 - 北見北斗（4年ぶり33回目）
- 南北海道代表 - 札幌山の手（4年連続4回目）

東北
- 青森県代表 - 三本木農（2年ぶり12回目）
- 岩手県代表 - 盛岡工（5年連続30回目）
- 宮城県代表 - 仙台育英（8年連続10回目）※
- 秋田県代表 - 秋田（32年ぶり5回目）
- 山形県代表 - 山形中央（6年連続12回目）
- 福島県代表 - 平工（4年連続8回目）

関東
- 茨城県代表 - 清真学園（4年連続7回目）※
- 栃木県代表 - 国学院栃木（4年連続9回目）
- 群馬県代表 - 樹徳（初出場）
- 埼玉県代表 - 正智深谷（7年連続9回目）※
- 千葉県代表 - 流経大柏（9年連続11回目）
- 東京都第一代表 - 本郷（10年ぶり7回目）
- 東京都第二代表 - 國學院久我山（13年連続29回目）※
- 神奈川県代表 - 桐蔭学園（3年ぶり4回目）※
- 山梨県代表 - 桂（初出場）

北信越
- 新潟県代表 - 新発田（初出場）
- 長野県代表 - 岡谷工（5年連続19回目）
- 富山県代表 - 砺波（3年ぶり12回目）
- 石川県代表 - 鶴来（4年ぶり6回目）
- 福井県代表 - 若狭東（4年ぶり21回目）

東海
- 静岡県代表 - 東海大翔洋（3年連続3回目）
- 愛知県代表 - 西陵商（2年ぶり33回目）※
- 岐阜県代表 - 関商工（12年連続27回目）
- 三重県代表 - 四日市農芸（6年連続11回目）

近畿
- 滋賀県代表 - 八幡工（2年ぶり20回目）
- 京都府代表 - 伏見工（2年連続15回目）※
- 大阪府第一代表 - 大阪朝鮮（初出場）
- 大阪府第二代表 - 東海大仰星（2年ぶり6回目）※
- 大阪府第三代表 - 啓光学園（13年連続16回目）※
- 兵庫県代表 - 関西学院（38年ぶり2回目）
- 奈良県代表 - 御所工（6年ぶり3回目）※
- 和歌山県代表 - 熊野（4年連続7回目）

中国
- 鳥取県代表 - 米子東（2年連続9回目）
- 島根県代表 - 江の川（13年連続13回目）
- 岡山県代表 - 津山工（2年ぶり21回目）
- 広島県代表 - 広島工（6年ぶり29回目）
- 山口県代表 - 萩工（2年連続9回目）

四国
- 徳島県代表 - 脇町（3年ぶり17回目）
- 香川県代表 - 三豊工（13年ぶり3回目）
- 愛媛県代表 - 新田（7年連続41回目）
- 高知県代表 - 土佐塾（7年連続8回目）

九州・沖縄
- 福岡県代表 - 東福岡（4年連続14回目）※
- 佐賀県代表 - 佐賀工（22年連続32回目）※
- 長崎県代表 - 長崎北陽台（2年ぶり9回目）
- 熊本県代表 - 熊本西（2年ぶり6回目）
- 大分県代表 - 大分舞鶴（18年連続42回目）※
- 宮崎県代表 - 高鍋（2年連続13回目）
- 鹿児島県代表 - 鹿児島工（4年ぶり10回目）
- 沖縄県代表 - 名護（4年連続7回目）

## 試合時間
※全試合30分ハーフで行う。同点で終了した場合は1.トライ数2.ゴール数3.抽選の順にて次回出場校を決める。

## 試合

### 1回戦
- 四日市農芸 48－12 新田
- 桂 62－7 米子東
- 盛岡工 44－25 熊本西
- 秋田 14－7 長崎北陽台
- 広島工 46－0 北見北斗
- 流経大柏 56－14 名護
- 新発田 43－7 三豊工
- 樹徳 52－17 津山工
- 大阪朝高 80－0 砺波
- 山形中央 27－5 脇町

- 東海大翔洋 37－0 若狭東
- 関西学院 27－19 岡谷工
- 萩工 45－7 鶴来
- 関商工 34－20 土佐塾
- 本郷 42－36 江の川
- 三本木農 48－3 熊野
- 八幡工 47－26 札幌山の手
- 鹿児島工 28－12 平工
- 國學院栃木 19－5 高鍋

### 2回戦
- 大分舞鶴 43－8 四日市農芸
- 桐蔭学園 15－5 桂
- 佐賀工 34－24 盛岡工
- 国学院久我山 21－0 秋田
- 御所工 57－3 広島工
- 清真学園 18－12 流経大柏
- 樹徳 74－0 新発田
- 正智深谷 40－24 大阪朝鮮

- 東福岡 98－17 山形中央
- 西陵商 38－12 東海大翔洋
- 萩工 41－15 関西学院
- 東海大仰星 62－0 関商工
- 伏見工 40－15 本郷
- 仙台育英 35－15 三本木農
- 八幡工 36－31 鹿児島工
- 啓光学園 75－0 國學院栃木

### 3回戦
- 大分舞鶴 27－10 桐蔭学園
- 佐賀工 38－31 国学院久我山
- 清真学園 40－12 御所工
- 正智深谷 92－0 樹徳

- 東福岡 33－17 西陵商
- 東海大仰星 62－0 萩工
- 仙台育英 15－12 伏見工
- 啓光学園 67－3 八幡工

### 準々決勝
- 大分舞鶴 20－0 佐賀工
- 正智深谷 45－10 清真学園

- 東海大仰星 34－22 東福岡
- 啓光学園 29－16 仙台育英

### 準決勝
- 大分舞鶴 31－26 正智深谷

- 啓光学園 19－13 東海大仰星

### 決勝
啓光学園（3年連続5回目） 15 – 0 大分舞鶴

## 関連試合

### 第27回高校東西対抗試合
- 大会で特に活躍した選手を選抜した上で東西に分かれて行ういわば高校ラグビー版オールスターゲームである。

東軍監督吉岡肇、西軍監督谷崎重幸、2004年1月17日 国立競技場 試合結果西軍 43-41 東軍